# Clementia Egies
Clementia „Menta“ Egies (verehelichte Klementia Langmatz; * 30. Juni 1911 als Klementine Josefine Emundts in Charlottenburg; † 19. Juli 1993 in München) war eine deutsche Theater- und Filmschauspielerin.

## Leben und Wirken
Die Tochter des Rechtsanwalts Carl Emundts und seiner Frau Elisabeth, geb. Koll, verbrachte ihre Kindheit in Köln, der Heimat ihrer Eltern. Anschließend besuchte sie das St.-Franziskus-Oberlyzeum in Berlin-Schöneberg und ein Mädchenpensionat in Lausanne. Ab 1929 wieder in Berlin, nahm sie Schauspielunterricht bei José Maria Lepanto. 1932 trat sie im Fach der „jugendlichen Salondame“ am Großen Schauspielhaus ihr erstes Bühnenengagement an. Es folgten ein anderthalbjähriges Engagement am Theater in der Behrenstraße von Ralph Arthur Roberts (1934/35) und eine Verpflichtung an das Theater des Westens. Nach Gastspielen in Köln, Düsseldorf, Wien und Leipzig kehrte Clementia Egies nach Berlin zurück, wo sie an der Plaza und schließlich am Staatstheater (1940/41) spielte. Am Staatstheater gab sie u. a. die Jadwiga im Traumulus von Arno Holz und Oskar Jerschke sowie das Käthchen in Wie es euch gefällt von William Shakespeare. 1942 ging sie im Rahmen der Truppenbetreuung auf Wehrmachtstournee.
Als Filmschauspielerin ist Clementia Egies ab 1935 feststellbar. Bis 1944 wirkte die blonde Künstlerin in einer Reihe von Filmen mit, in denen sie überwiegend tragende Nebenrollen überantwortet bekam. Darunter befindet sich ebenso muntere, komödiantische Unterhaltung wie Dreizehn Stühle mit Hans Moser und Heinz Rühmann wie auch NS-Propaganda vom Schlage U-Boote westwärts! und Die Affäre Roedern, wo Egies in der weiblichen Hauptrolle die Gattin des Titelhelden verkörperte. Ihr letzter Film Vier Treppen rechts kam als Überläufer erst 1950 in die Kinos.
Wenige Wochen vor dem Ende des Zweiten Weltkriegs heiratete Clementia Egies den Unternehmer Hans Langmatz, mit dem sie 1962 nach Garmisch-Partenkirchen zog. 1990 war sie Mitgründerin der sozial-karitativen und gemeinnützigen Hans und Klementia Langmatz Stiftung.
Clementia Egies starb 1993 in der Schreiber-Klinik in München und wurde auf dem Friedhof Garmisch beigesetzt.

## Filmografie
- 1936: Soldaten – Kameraden
- 1936: Kinderarzt Dr. Engel
- 1938: Dreizehn Stühle
- 1939: Im Namen des Volkes
- 1941: U-Boote westwärts!
- 1942: Aus eins mach vier (Kurzfilm)
- 1943: Ein Mann für meine Frau
- 1944: Der große Preis
- 1944: Die Affäre Roedern
- 1944: Dir zuliebe
- 1944/50: Vier Treppen rechts